# Сэйнт, Сильвия
Сильвия Сэйнт (англ. Silvia Saint) (распространён также вариант имени — Сильвия Сайнт), настоящее имя — Сильвие Томчалова (чеш. Sylvie Tomčalová; род. 12 февраля 1976, Кыйов, Годонин, Южноморавский край, Чешская СР, Чехословакия) — чешская порноактриса.

## Биография
До выхода на порносцену Сильвия изучала менеджмент, после чего работала менеджером гостиницы в городе Злин. В 1996 году фотографии Сильвии опубликованы в чешском издании журнала Penthouse «Pet of the Year» и позже в американском. В конце 1990-х — начале 2000 года Сильвия Сайнт встречается с порноактёром африканского происхождения мистером Маркусом (Mr. Marcus), вместе с которым она снялась в нескольких порнофильмах. Первый фильм снят в Праге, для Private Media. Затем она пересекла Атлантику и провела более 3 лет на американской сцене, практикуя анальный секс, минет, глотание спермы, жёсткий групповой секс, лесби и т. д. Известный продюсер порнофильмов Вивиан Томас так отозвался о Сильвии Сайнт:
Когда я работал с ней в 2003 году, я не знал, чего ожидать. Я боялся работать с «королевой порно», у которой собственное эго больше, чем Южная Америка, и был очень удивлен — ей совсем не мешала слава, она оказалась очаровательной, милой, вежливой женщиной, и не прочь пошутить вместе со съемочной бригадой. Съемки порнофильма «В поисках Сильвии» (Searching For Silvia) — это была очень легкая неделя, одна из самых запомнившихся в моей жизни.
Сильвия Сайнт часто говорила о том, что любит сниматься обнаженной больше, чем в порнофильмах. Это была одна из причин, по которой она в 2000 году решила покинуть порнобизнес. Некоторое время вместе со своим парнем из Чехии она занимается антикварным бизнесом.
В активе Сильвии более 260 различных фильмов. После небольшой паузы Сильвия Саинт снова стала сниматься в гламурных сольных и лесби-фотосессиях и порнофильмах, отказываясь от любого хардкора с участием мужчин. В 2006 году Сильвия через суд отобрала у киберсквоттера права на домен silviasaint.com и открыла на нём свой сайт .

## Премии и номинации
- 1996: Penthouse «Pet of the Year» in the Czech edition of the magazine[5]
- 1997: People's Choice Adult Award «Best Newcomer»[6]
- 1997: AVN Award «Best Tease Performance»[7]
- 1998: Penthouse «Pet of the Month», October[8]
- 2000: Hot d'Or «Best Tease Performance»[9]
- 2000: Hot d’Or «Best European Supporting Actress» for Le Contrat des Anges[10]
- 2000: FICEB 00 (Festival de Cinema Eròtic de Barcelona) «Ninfa Best Lesbian Scene» (вместе с Никки Андерсон и Кейт Мур)[9]
- 2004: FICEB 04 «Ninfa Best Actress»[9]
- 2005: FICEB 05 «Ninfa from the public» как лучшая порноактриса[11]
- 2007: Viv Thomas Babe of the Month, February 2007